# Warcraft II: Tides of Darkness
Warcraft II: Tides of Darkness je fantasy realtimová strategie vyvinutá firmou Blizzard Entertainment a vydaná 9. prosince 1995 v USA mateřskou společností Davidson & Associates. Šlo o pokračování hry Warcraft: Orcs & Humans. Hra byla přijata kritiky převážně pozitivně a jednalo se i o komerční úspěch; prodalo se přes 2 miliony kopií.
V roce 1996 byl vydán ke hře datadisk Warcraft II: Beyond the Dark Portal.

## Hratelnost
Druhý díl Warcraftu přinesl oproti svému předchůdci několik změn. Ve hře byla použita SVGA grafika, která měla, na rozdíl od ostatních strategií, pohádkovější ráz.
Přibyly letecké jednotky a také námořní, pro jejichž stavbu je nutno těžit ropu. Rovněž je možno stavět obranné věže a další radnice, takže odpadá nutnost nosit zlato ze vzdálených dolů do původní radnice.

## Děj
Děj začíná nedlouho po skončení prvního dílu série Warcraft. Blackhand, bez Gul’danovy pomoci (Gul’dan byl v kómatu po Medivhově smrti), se ukázal jako neschopný vojevůdce a ještě neschopnější Náčelník. Byl svržen a zabit Orgrimem Doomhammerem, novým náčelníkem klanu Blackrock. Doomhammer se tímto pasoval na Náčelníka Hordy, a protože tušil možné ohrožení své vůdčí pozice Gul’danem a jeho Radou stínů, vyslal k rozvalinám pevnosti Stormwind, kde měla Rada svůj post v Azerothu, skupinu nejvěrnějších a zmasakroval většinu černokněžníků a nekrolytů, Gul’dana však ušetřil. Ten se sice ocitl v nejvyšší nemilosti Doomhammera, avšak získal si ho svým slibem, že vytvoří armádu nemrtvých bojovníků plně loajální jen jemu, pro což získal souhlas. Po mnoha neúspěšných pokusech se mu podařilo vpravit duši černokněžníka Terona Gorefienda (volně přeloženo Teron Krvavý stín) do těla mrtvého rytíře Azerothu – a uspěl. Doomhammer byl velice potěšen, ale zapomínal na jeden fakt – že tito éteričtí rytíři smrti jsou ti samí černokněžníci, které nechal nedávno povraždit a že ve skutečnosti tajně táhnou s Gul’danem.
Horda mezitím obnovila válečné operace námořní invazí do severního lidského království Lordaeronu. Horda se s nevídanou silou – a velkou měrou za podpory takřka nekonečných řad nemrtvých, povolaných rytíři smrti – přehnala Loarderonem, téměř zničila hlavní město elfů Silvermoon a takřka dobyla hlavní město Lordaeronu, nebýt Gul’danovy zrady. Ork posedlý mocí ukrytou v hrobce Temného titána Sargerase konečně zjistil její polohu a stáhl klany Stormreaver a Twilight’s Hammer z pevniny na moře. Gul’dan následně vyzvedl z hlubin moře ostrov, na kterém byla hrobka ukryta. Vydal se dovnitř s přesvědčením, že zde najde obrovskou moc, netušil ale, že jediné, co v hrobce najde, bude vlastní smrt. Rozlícený Doomhammer za ním poslal jeden z největších klanů, klan Black Tooth Grin, čímž silně oslabil svoji pozici coby dobyvatele města Lordaeron. Tento čin také způsobil následné zatlačení Hordy vojsky Aliance. Horda byla donucena ustupovat zpátky až ke svému výchozímu bodu, kterým byla hora Blackrock. Válku již nebylo možné zachránit – před horou Blackrock sice Orgrim v souboji muž proti muži porazil vojenského vůdce Lordaeronské aliance, prvního rytíře Stormwindu, Lorda Anduina Lothara, ale jeho smrt Alianci spíš rozlítila k smrti. Orkové byli – až na několik výjimek – zahnáni do Černého močálu a nuceni ustoupit zpět do Draenoru. Arcimág Khadgar uzavřel Portál. Kouzla tak mocná, že z bažiny nechala jen spálenou zemi, však nebyla dost silná, aby zapečetila spojení mezi světy. Na ochranu tohoto nebezpečného místa byla vybudována pevnost Nethergarde.
Děj následně pokračuje v datadisku Beyond the Dark Portal.
(Duch Gul’dana je pravděpodobně uvězněn nedaleko Chrámu Karaboru v Shadowmoon valley, u oltáře dříve sloužícího pravděpodobně ke kříšení Rytířů smrti – jen ve hře World of Warcraft.)